# Балка Садова (ландшафтний заказник)
Балка Садова — ландшафтний заказник місцевого значення. Об'єкт розташований на території Новомиколаївського району Запорізької області, в межех полів №2, 3 сівозміна Софіївської сільської ради, межує з землями Новомиколаївського кінзаводу.
Площа — 45,9 га, статус отриманий у 1993 році.